# Coelho Neto
Henrique Maximiano Coelho Neto (n. 21 februarie 1864 — d. 28 noiembrie 1934) a fost un scriitor și un politician brazilian.